# Marginaster paucispinus
Marginaster paucispinus är en sjöstjärneart som beskrevs av Fisher 1913. Marginaster paucispinus ingår i släktet Marginaster och familjen kuddsjöstjärnor. Inga underarter finns listade i Catalogue of Life.